# Stamford (New York)
Stamford è un comune degli Stati Uniti d'America, situato nello stato di New York, nella contea di Delaware.